# Silent Night (film, 2012)
Pour les articles homonymes, voir Silent Night.
Pour plus de détails, voir Fiche technique et Distribution.
Silent Night : Le père Noël tueur ou Bloody Christmas (Silent Night) est un film de Noël horrifique américano-canadien réalisé par Steven C. Miller, sorti en 2012. Il s'agit d'un remake du film Douce nuit, sanglante nuit (Silent Night, Deadly Night) de Charles E. Sellier Jr., sorti en 1984.

## Synopsis
Lors des fêtes de Nöel, un tueur déguisé en Père Noël massacre toutes les personnes qu'il juge « vilaines » tout en donnant des cadeaux et des récompenses à toutes les personnes qu'il juge « gentilles ». Le shérif Cooper et son adjoint Aubrey Bradimore se lancent à sa poursuite pour arrêter le massacre.

## Fiche technique
- Titre original : Silent Night
- Titre français : Silent Night : Le père Noël tueur ou Bloody Christmas
- Réalisation : Steven C. Miller
- Scénario : Jayson Rothwell, d'après le scénario original de Douce nuit, sanglante nuit (Silent Night, Deadly Night) de Charles E. Sellier Jr.
- Direction artistique : Kathy McCoy
- Costumes : Maureen Petkau
- Photographie : Joseph White
- Montage : Seth Flaum
- Musique : Kevin Riepl
- Production : Shara Kay, Phyllis Laing, Richard Saperstein et Brian Witten
- Sociétés de production : Buffalo Gal Pictures et Media House Capital
- Société de distribution : Anchor Bay
- Pays d'origine : États-Unis et Canada
- Langue originale : anglais
- Format : couleur
- Genre : horreur
- Durée : 94 minutes
- Dates de sortie :
  -  États-Unis : 30 novembre 2012 (limitée)
  -  Canada : 4 décembre 2012
  -  France : 23 décembre 2015 (à la télévision)[1]
- Film interdit aux moins de 16 ans lors de sa sortie en France.

## Distribution
- Malcolm McDowell : le shérif James Cooper
- Jaime King : Aubrey Bradimore
- Donal Logue : Jim Epstein
- Ellen Wong : Brenda
- Lisa Marie : Mme Hilary Morwood
- Courtney-Jane White : Tiffany Revie
- Cortney Palm : Maria
- John B. Lowe : M. Bradimore
- Rick Skene : Ronald Jones Jr.
- Brendan Fehr : l'adjoint du shérif Kevin Jordan
- Andrew Cecon : l'adjoint du shérif Stanley Giles
- Aaron Hughes : Frank Forester
- Kelly Wolfman : Goldie Willis
- Jessica Cameron : l'infirmière